# Johann Baptist Baader

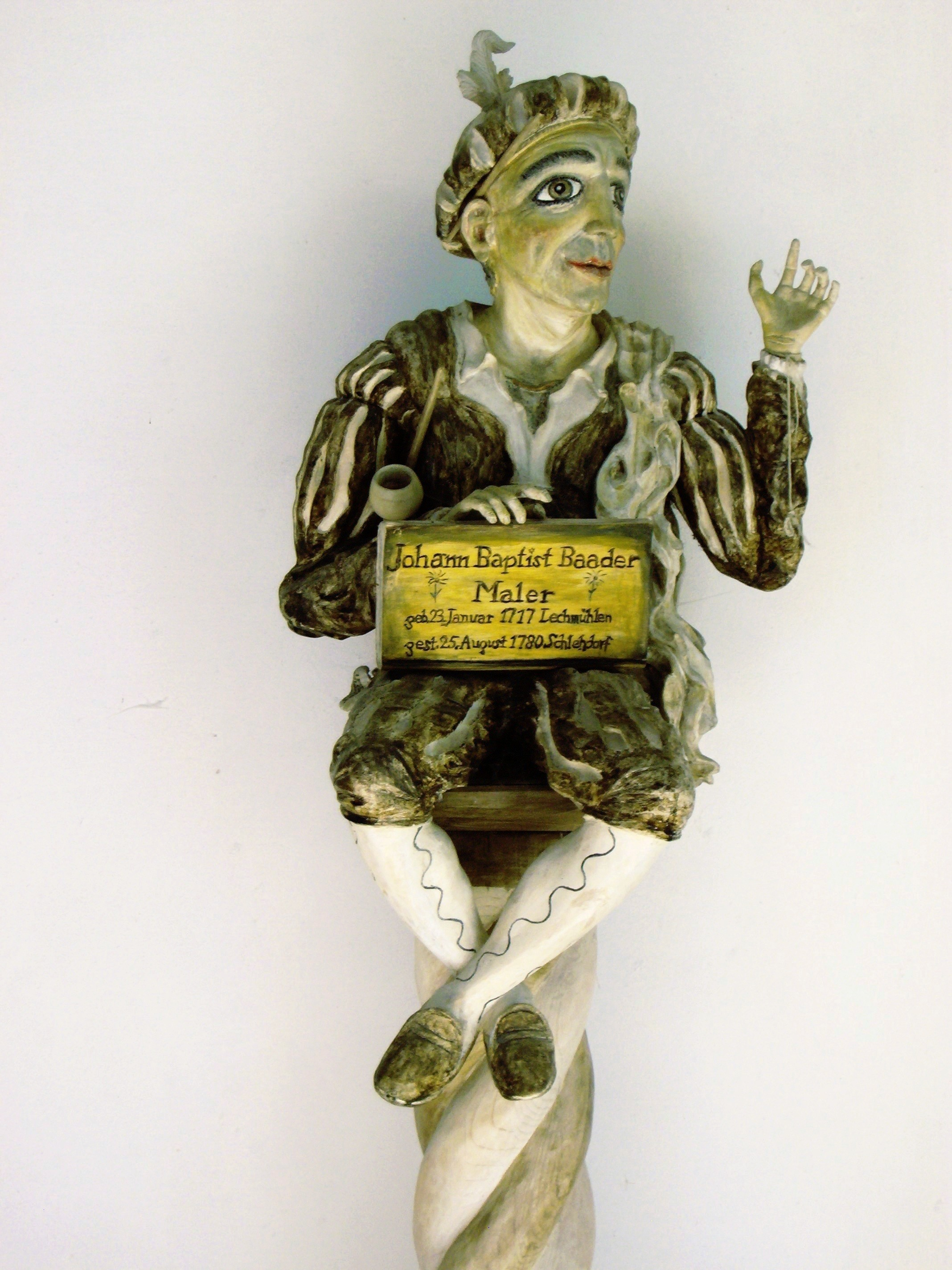
Norbert Spengler: Statue des „Lechhansl“ in der Kapelle von Lechmühlen

Johann Baptist Baader (volkstümlich „Lechhansl“; getauft am 23. Januar 1717 in Lechmühlen, Fuchstal; † 25. August 1780 in Schlehdorf) war ein Kirchenmaler des bayerischen Rokoko. Seine Werke finden sich vor allem im oberbayerischen Pfaffenwinkel.

## Leben und Werk
Baader war das älteste von fünf Kindern eines Müllerehepaars aus dem Weiler Lechmühlen bei Seestall (heute Gemeinde Fuchstal im Landkreis Landsberg am Lech). Sein Geburtsdatum ist unbekannt, als Taufdatum wird der 23. Januar 1717 überliefert.
Nach seiner Ausbildung zum Kirchenmaler, unter anderem bei Johann Georg Bergmüller in Augsburg, arbeitete Baader vor allem in seiner oberbayerisch-schwäbischen Heimat. Ein fünfjähriger Italienaufenthalt (1752–1758) – in Deutschland sind aus dieser Zeit keine Werke von ihm bekannt – machte ihn mit der neapolitanischen Deckenmalerei vertraut, die ihn fortan maßgeblich beeinflusste.
Schon durch die räumliche Nähe seiner Heimat zum Kloster Wessobrunn hatte Baader engen Kontakt zur berühmten „Wessobrunner Schule“ um die Künstlerfamilien Schmuzer und Zimmermann. Er gehörte zwar selbst nicht zu den „Wessobrunnern“, führte aber zahlreiche Werke im Auftrag des Klosters (Pfarrkirche Wessobrunn, Wallfahrtskirche Vilgertshofen, Pfarrkirche Rott u. a. m.) aus.
Wichtigster Auftraggeber Baaders war jedoch das Augustinerchorherrenstift Polling bei Weilheim in Oberbayern. Hier stattete er die Reliquienkapelle der Stiftskirche Heilig Kreuz wie auch die  Klosterbibliothek in Polling aus, die mit ihrem Bildprogramm zu den Künsten der Philosophie, Geschichte und Theologie zum Hauptwerk des Künstlers wurde. Für die Chorherrengalerie des Pollinger Propstes Franz Töpsl malte Baader zahlreiche Porträts gelehrter Augustiner-Chorherren, die sich infolge der Säkularisation heute zum Großteil im Besitz des Archivs der Ludwig-Maximilians-Universität München befinden. Pollinger Auftragsarbeiten waren auch die Kirchenmalereien in Aschering, Landstetten und Perchting (alle im Landkreis Starnberg) sowie in Jedelstetten im Landkreis Landsberg am Lech.
Baaders letzter, unvollendet gebliebener Auftrag war die Ausmalung der Klosterkirche St. Tertulin des Klosters Schlehdorf im Landkreis Bad Tölz-Wolfratshausen. Der „Lechhansl“ starb hier am 25. August 1780, unverheiratet und kinderlos, an Brustwassersucht. Sein Grab ist verschollen.

## Nachwirken
Baader gehört nicht zu den virtuosesten Malern des bayerischen Rokoko, und sein Schaffen beschränkte sich auf seine engere Heimat zwischen Lech und Loisach. In seinem Nachwirken errang er jedoch eine ganz eigene Popularität. Indem er das Gewand und die Gebräuche seiner oberbayerisch-schwäbischen Heimat zitierte, Gesichter oftmals nicht stilisierte, bekannte Heilige (Sebastian, Laurentius, Johannes den Täufer) und ihre Legenden malte und manche Martyriumsszene auch etwas drastischer darstellte, gab Baader vielen seiner Bilder ein besonders volkstümlich-bodenständiges Gepräge. Populär sind gerade seine oft versteckten Selbstbildnisse, unter anderem in Wessobrunn, Türkenfeld (Landkreis Fürstenfeldbruck), Issing (Landkreis Landsberg am Lech) und Polling.
Von der akademischen Kunst lange Zeit als „Zopfmaler“ geschmäht, blieb er den Bewohnern des Pfaffenwinkels als einer der Ihren, als „Lechhansl“, in Erinnerung. Die Reminiszenz führte aber auch zu mancher Verzerrung. So war Baader weder der unstete Vagant, als den ihn Peter Dörfler in seinem Roman Die Wessobrunner schildert, noch war er so trinkfreudig, wie ihn manch gemalter Weinkrug erscheinen lässt.
Im 300. Geburtsjahr 2017 wurde Baader in seinem Geburtsort ein Denkmal aus zwei Mühlsteinen gesetzt, gestaltet von Franz Bernhard Weißhaar aus Landsberg am Lech unter Mitwirkung weiterer Künstler. Weiter wurde 2017 der 91 Kilometer lange Johann-Baptist-Baader-Radweg ausgeschildert, der als Rundweg durch viele Stationen seines Schaffens führt, unter anderem Lechmühlen, Dießen, Weilheim und Polling.

## Werke

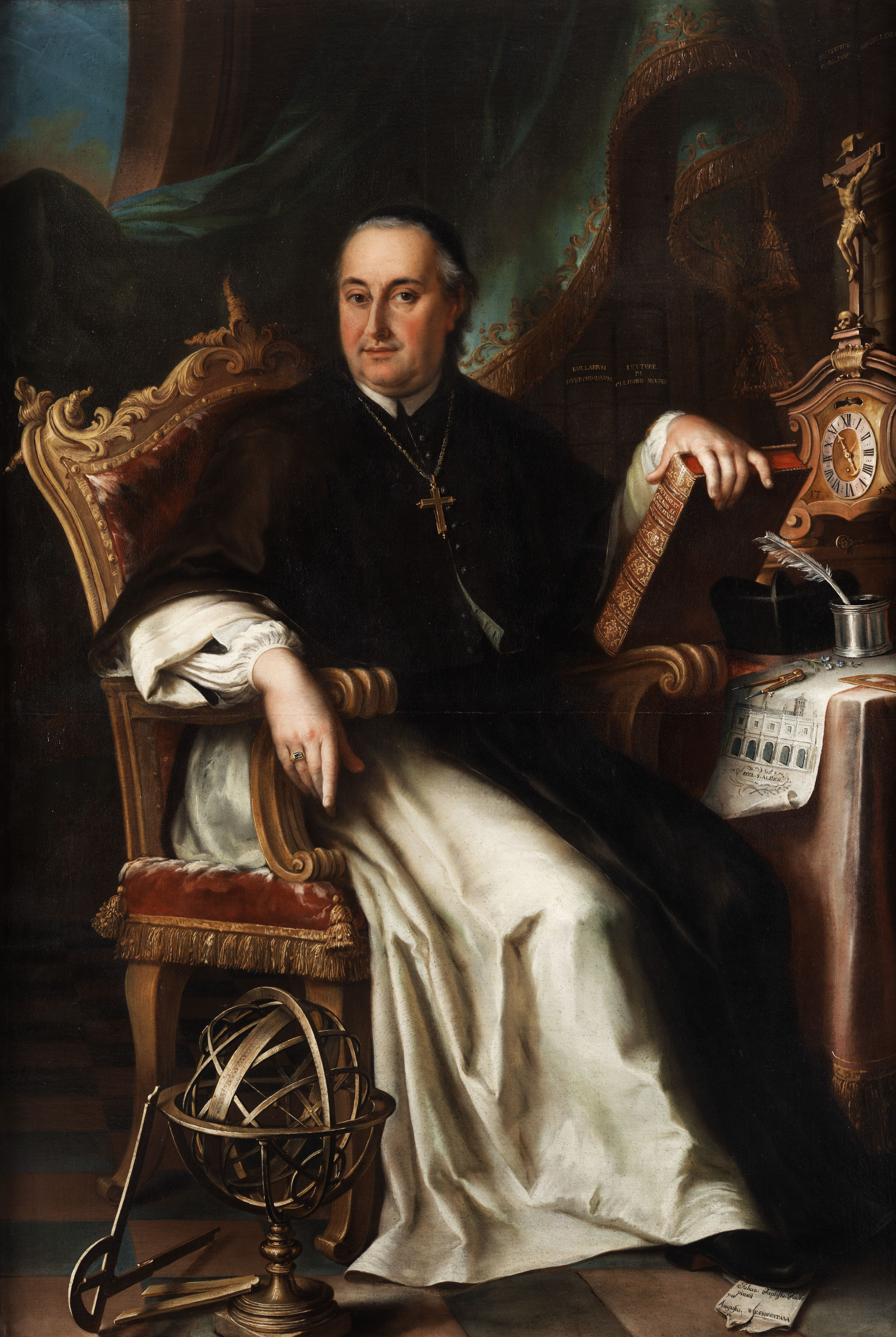
Johann Baptist Baader: Portrait des Hieronymiten Felice Nerini, vor dem ein Aufriss der Kirche Santi Bonifacio e Alessio in Rom liegt, datiert 1753

- Hauptfresko „Gastmahl des heiligen Oswald“ in der Kirche Osterzell, Landkreis Ostallgäu (1751)
- Als eines der Werke während des Rom-Aufenthaltes wird ihm das Deckenbild im Bibliotheksaal des Klosters Santi Bonifacio e Alessio (datiert 1754, nicht signiert) zugeschrieben.[1]
- Fresken in der Pfarrkirche St. Johannes Baptist in Wessobrunn, darunter das Deckenfresko „Taufe Christi“ (1759)
- Ausstattung der Eichkapelle von Erpfting bei Landsberg am Lech, darunter das Deckenfresko „Judith in Bethulia“ (1762)
- Ausstattung der Reliquienkapelle in der Stiftskirche Heilig Kreuz in Polling bei Weilheim (1764)
- Deckengemälde „Auferstehung“ im Prälatentrakt des Klosters Polling (1765)
- Altarbild „Steinigung des heiligen Stephanus“ in der Wallfahrtskirche Zur Schmerzhaften Muttergottes in Vilgertshofen im Landkreis Landsberg am Lech, sowie drei Deckenfresken in der dortigen Wallfahrergaststätte (1770)
- Fassadenmalerei an Baaders Wohnhaus in Lechmühlen im Landkreis Landsberg am Lech (1770, 1924 zerstört)
- Fresken zum Leben und zur Legende des heiligen Laurentius in der Pfarrkirche St. Laurentius in Pähl bei Weilheim in Oberbayern (1772)
- Deckenfresken „Mariae Heimsuchung“ und „Martyrium des heiligen Sebastian“ in der Pfarrkirche Mariä Heimsuchung Perchting bei Starnberg (1774)
- Ausstattung der Klosterbibliothek Polling (Hauptwerk Baaders, 1778/79), darunter das Hauptfresko „Papst Gregor und Propst Töpsl mit den gestürzten Irrlehrern“
- Deckenfresken und Altarbild zum Leben des heiligen Johannes des Täufers in der (alten) Pfarrkirche St. Johannes der Täufer in Rott, Landkreis Landsberg am Lech (1779)
- Deckenfresken zum Leben des heiligen Tertulin in der Klosterkirche Schlehdorf, Landkreis Bad Tölz-Wolfratshausen (1780).

Weitere Werke in den Kirchen von Leeder, Lechmühlen, Jedelstetten, Pflugdorf, Stadl und Issing (alle Landkreis Landsberg am Lech), Türkenfeld (Landkreis Fürstenfeldbruck), Aschering und Landstetten (beide Landkreis Starnberg), Beuerberg (Landkreis Bad Tölz-Wolfratshausen) und Weilheim (Unterhausen, Angerkapelle).